# Kybos calyculus
Kybos calyculus är en insektsart som först beskrevs av Cerutti 1939.  Kybos calyculus ingår i släktet Kybos och familjen dvärgstritar. Inga underarter finns listade i Catalogue of Life.